# Dražen Bagarić
Dražen Bagarić (Vienna, 12 novembre 1992) è un calciatore austriaco naturalizzato croato, attaccante del Dugopolje.

## Biografia
Ha anche un fratello gemello Josip, anch'egli calciatore.

## Carriera

### Club
Ha sempre giocato nel campionato croato.

### Nazionale
Ha debuttato con la maglia della Nazionale croata Under-21 durante le qualificazioni al campionato europeo di categoria nel 2015.

## Statistiche

### Cronologia presenze e reti in nazionale
| Cronologia completa delle presenze e delle reti in nazionale ― Croazia under 21 | Cronologia completa delle presenze e delle reti in nazionale ― Croazia under 21 | Cronologia completa delle presenze e delle reti in nazionale ― Croazia under 21 | Cronologia completa delle presenze e delle reti in nazionale ― Croazia under 21 | Cronologia completa delle presenze e delle reti in nazionale ― Croazia under 21 | Cronologia completa delle presenze e delle reti in nazionale ― Croazia under 21 | Cronologia completa delle presenze e delle reti in nazionale ― Croazia under 21 | Cronologia completa delle presenze e delle reti in nazionale ― Croazia under 21 |
| Data                                                                            | Città                                                                           | In casa                                                                         | Risultato                                                                       | Ospiti                                                                          | Competizione                                                                    | Reti                                                                            | Note                                                                            |
| ------------------------------------------------------------------------------- | ------------------------------------------------------------------------------- | ------------------------------------------------------------------------------- | ------------------------------------------------------------------------------- | ------------------------------------------------------------------------------- | ------------------------------------------------------------------------------- | ------------------------------------------------------------------------------- | ------------------------------------------------------------------------------- |
| 13-8-2014                                                                       | Signo                                                                           | Croazia under 21                                                                | 0 – 0                                                                           | Montenegro under 21                                                             | Amichevole                                                                      | -                                                                               | 59’ 89’                                                                         |
| 3-9-2014                                                                        | Jelgava                                                                         | Lettonia under 21                                                               | 1 – 3                                                                           | Croazia under 21                                                                | Qual. Europeo Under-21 2015                                                     | 1                                                                               | 61’                                                                             |
| 10-10-2014                                                                      | Wolverhampton                                                                   | Inghilterra under 21                                                            | 2 – 1                                                                           | Croazia under 21                                                                | Qual. Europeo Under-21 2015                                                     | -                                                                               | 70’                                                                             |
| 14-10-2014                                                                      | Vinkovci                                                                        | Croazia under 21                                                                | 1 – 2                                                                           | Inghilterra under 21                                                            | Qual. Europeo Under-21 2015                                                     | -                                                                               | 34’                                                                             |
| Totale                                                                          |                                                                                 | Presenze                                                                        | 4                                                                               |                                                                                 | Reti                                                                            | 1                                                                               |                                                                                 |